# Vincenzo Sicignano
Vincenzo Sicignano (Pompeia, 8 de julho de 1974) é um ex-futebolista italiano que atuava na posição de goleiro. É atualmente treinador de goleiros do Empoli.

## Carreira
Famoso por sua longa passagem pelo Palermo, que durou entre 1994 e 2003, Sicignano disputou 220 partidas pelo clube da Sicília (192 pelas Séries B e C1). Em 2003 assinou com o Parma para repor a ausência do titular Sébastien Frey. Foi pelos Crociati que o goleiro disputou sua primeira partida pela primeira divisão italiana, contra o Milan, que terminou sem gols.
Em janeiro de 2004, assinou com o Lecce, atuando em 18 jogos e sendo um dos destaques do time que ficou em 10º lugar. Na temporada seguinte, foram 36 partidas, e em 2005–06, atuou em revezamento com Francesco Benussi - ambos, no entanto, não evitaram o rebaixamento dos Salentini para a Série B. Em 2006 fechou com o Chievo, porém defendeu o clube de Verona em apenas 17 jogos.
Pelo Frosinone, atuou em 112 partidas entre 2007 e 2011 (em 2007–08, jogou por empréstimo). Sicignano encerrou a carreira em 2012, no Barletta, regressando ao Palermo no mesmo ano para ser treinador de goleiros da base. Em 2015, foi promovido à comissão técnica principal, onde permaneceria até 2019, quando assinou com o Empoli.

## Títulos
Empoli
- Série C1: 1 (2000–01)